# Обергссон, Анна
Анна Обергссон (швед. Anna Åbergsson, полное имя Anna Mathilda Augusta Åbergsson; 1871—1937) — шведская активистка и общественный деятель, близкий друг Анны Линдхаген.

## Биография
Родилась 6 января 1871 года в Стокгольме в состоятельной семье: её отец Андреас Виктор Обергссон (Andreas Viktor Åbergsson) был адвокатом, мать — Августа Резен (Augusta Resén). 
Анна стала банковским служащим в стокгольмском Enskilda Bank и проработала в нём до выхода на пенсию в 55 лет. Как и её подруга Анна Линдхаген, она интересовалась проблемами женщин и общественными проблемами. В 1906 году по их инициативе была основана Ассоциация колониальных садов в Стокгольме (Föreningen koloniträdgårdar i Stockholm), предшественник нынешней ассоциации Föreningen Stor-Stockholms Koloniträdgårdar, где Анна Линдхаген стала директором, а Анна Обергссон —  казначеем. В 1921 году она сменила Линдхаген на посту директора.

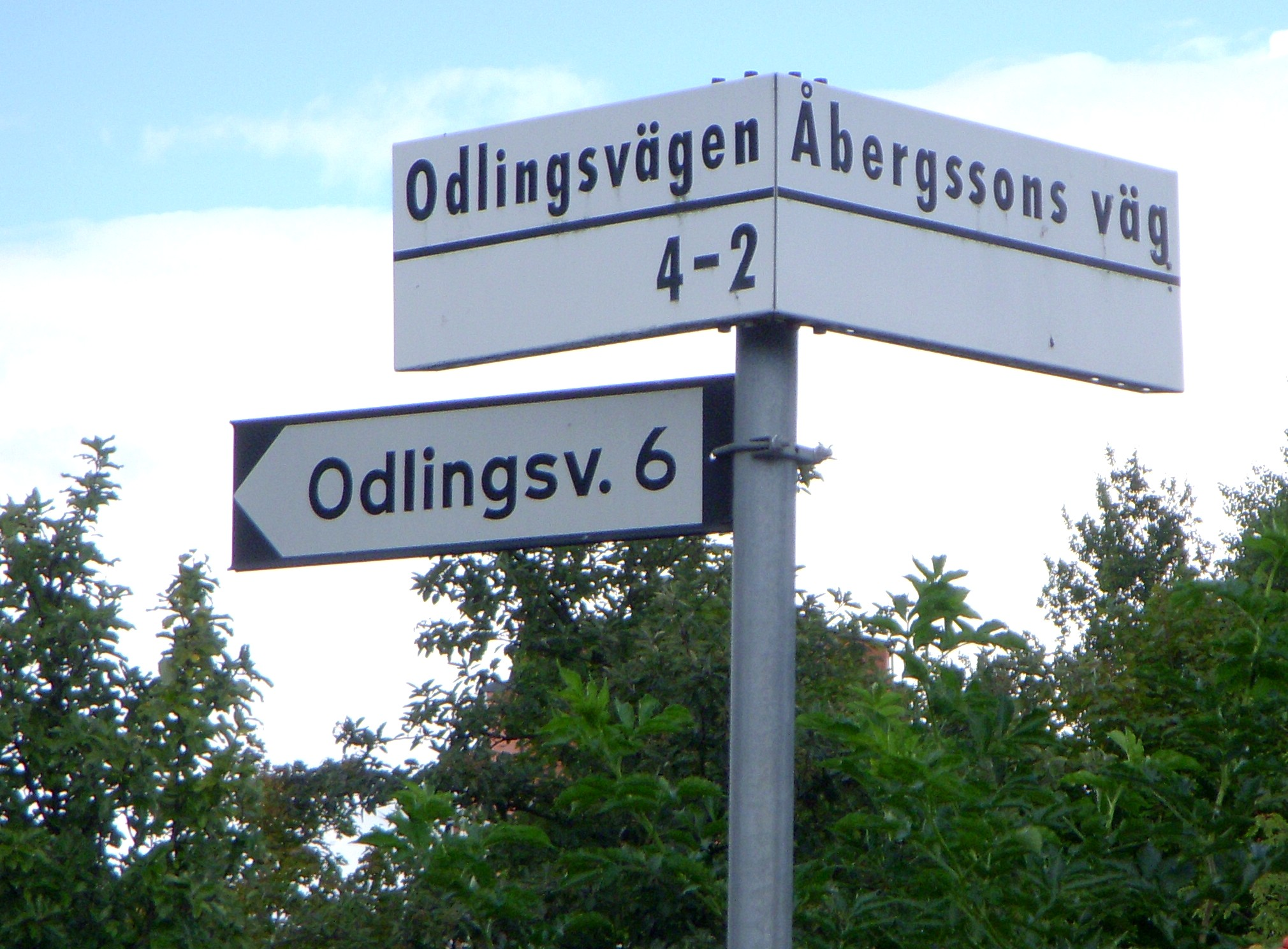
Указатель тропы Обергссон

Анна Обергссон писала об экономической значимости колониальных садов (садов-колоний) и считала, что через создание таких садов одинокие матери могут уйти от городской скученности и грязи к природе и свежему воздуху. Она говорила, что это будет также способствовать укреплению общественного здравоохранения и сокращению муниципальных расходов на здравоохранение. Голод во время Первой мировой войны привел к созданию колониальных садов и выращиванию в них новых культурных сортов.
Умерла 18 апреля 1937 года в Стокгольме и была похоронена на Северном кладбище (Норра бегравнингсплатсен) города. Замужем она не была.
В стокгольмском парке Eriksdalslunden имеется тропа (дорожка), названная в честь Анны Обергссон.